# Онисифор и Порфирий
Ониси́фор (Ονησίφορ) и Порфи́рий (? — около 284—305 годов) — раннехристианские греческие святые и мученики, пострадавшие в начале IV столетия во время гонения на христиан римского императора Диоклетиана (284—305).
Узнав, что Онисифор и Порфирий исповедуют христианскую веру, их подвергли тяжким мучениям и истязаниям. Их били по всему телу, положив страстотерпцев Христовых на длинные сковороды и разведя огонь, жгли их.
После этого святых привязали к свирепым, диким коням. Влачимые ими по каменистой и неровной почве, святые мученики были совершенно растерзаны и в таких мучениях предали души свои Богу.
Верующие собрали растерзанные останки святых и с честью погребли, где от них стали истекать многоразличные чудеса и исцеления.
О пребывании святых мощей Онисифора и Порфирия в селении Пангианском или Панкеан, лежащем в Македонии, около горы Пангей и об истекавших от них чудесах есть упоминание в 9-й песни канона, составленного святым Иосифом Песнописцем (?—886).
Память — 22 ноября (9 ноября (старый стиль)).